# كورتني مارش
كورتني مارش (بالإنجليزية: Courtney Marsh)‏ هي مخرجة أمريكية، ولدت في 1986 في فورت لودرديل في الولايات المتحدة.

## وصلات خارجية
- الموقع الرسمي
- كورتني مارش على موقع IMDb (الإنجليزية)